# Trizogeniates eris
Trizogeniates eris är en skalbaggsart som beskrevs av Villatoro 2002. Trizogeniates eris ingår i släktet Trizogeniates och familjen Rutelidae. Inga underarter finns listade i Catalogue of Life.